# Pseudaspidoproctus africana
Pseudaspidoproctus africana är en insektsart som först beskrevs av Robert Newstead 1908.  Pseudaspidoproctus africana ingår i släktet Pseudaspidoproctus och familjen pärlsköldlöss.
Artens utbredningsområde är Kenya. Inga underarter finns listade i Catalogue of Life.